# Fasol
Fasol is een beek en het daaraan grenzende landschap, gelegen tussen de dorpen Menil-Favay en Marenne in de gemeente Hotton in Belgisch Luxemburg. Het landschap bestaat uit heuvelachtig weiland, bosschages en loofbos.

## Etymologie
Er komen ter plaatse meerdere plaatsnamen voor met als eerste lid 'Fa-'; het gehele gebied van Marche-en-Famenne tot aan Hotton wordt Famenne genoemd.
Het tweede lid '-sol' is bekend als waternaam [cf. Schönfeld 'Veldnamen in Nederland', (1955): p. 242].
Jean-Jacques Jespers geeft in 'Dictionnaire des noms de lieux en Wallonie et à Bruxelles' als verklaring: "FASOL (Marenne, Hotton, Lx): petite (diminutive rom. -itiolum) fagne (wall. fa) (?)." Het woord Fasol zou dan 'klein veengebied' betekenen.